# Срок оборачиваемости запасов
Срок оборачиваемости запасов (англ. days in inventory (DII), inventory days of supply, days inventory outstanding, inventory period) — показатель эффективности, отражающий среднее количество дней, в течение которых компания хранит свои запасы на складе перед их сбытом. Иными словами, показатель отражает среднее количество дней, в течение которых оборотные средства оседают на складе в виде товарных запасов. 

## Расчет
Срок оборачиваемости запасов рассчитывается как отношение среднего размера товарно-материальных запасов на дневной уровень продаж. При этом, средний размер запасов есть стоимость их приобретения, в то время как продажи представляют собой себестоимость реализованной продукции: 
DII = Средний запас/Себестоимость реализованной продукции/Количество дней
где средний размер запасов — это среднее значение уровней запасов на начало и конец отчетного периода, а себестоимость реализованной продукции/день рассчитывается путем деления валовой себестоимости реализованной продукции за год на количеству дней в отчетном периоде, обычно 365 дней.
Показатель эквивалентен показателю, отражающий среднее количество дней, в течение которых запасы сбываются, и рассчитываемый как:
Среднее количество дней сбыта запасов = 365 дней/Коэффициент оборачиваемости запасов